# Las Naves (kanton)
Las Naves – kanton w Ekwadorze, w prowincji Bolívar. Stolicą kantonu jest Las Naves.